# Teri Blitzen
Tereza Hodanová, cunoscută ca Teri Blitzen, (n. 30 martie 2000), este o bloggeriță cehă și fostă youtuberiță, care și-a început cariera în mai 2013. În 2014, ea a câștigat titlul de Bloggerul anului.

## Biografie
S-a născut pe 30 martie 2000, are un frate mai mic, Richard. Fratele ei vitreg mai mare este scenaristul Tomáš Hodan.
În activitatea sa pe YouTube, ea s-a concentrat în principal pe modă și cosmetice, dar a realizat și vloguri și challenge. În 2014, ea a primit titlul de Bloggerul anului la categoria video. La prima ediție a festivalului Utubering din 2015, ea a primit premiul Cel mai popular youtuberiță. De asemenea, ea a apărut la postul de televiziune Óčko și a fost invitată la emisiunea 7 pádů Honzy Dědka. Împreună cu youtuberiță Gabriela Heclová, rapperul Johny Machette și actorul Zdeněk Piškula, a realizat o serie de videoclipuri scurte pentru televiziunea pe internet Playtvak.cz sub numele Fame Team. De asemenea, ea a avut o scurtă relație cu Zdeněk Piškula, dar a anunțat despărțirea lor în iunie 2015.
Ea a lucrat cu compania de băuturi Bubbleology timp de doi ani. Cu toate acestea, ea și-a încheiat colaborarea în octombrie 2016, în același timp în care și-a încheiat și contractul de muncă cu Rowenta. În propriile sale cuvinte, ea a vrut să pună capăt comerțului extrem pe canalul ei. În 2017, ea a șters toate videoclipurile în limba cehă de pe canalul său YouTube și a anunțat că va continua să facă videoclipuri doar în limba engleză, a schimbat numele canalului existent Teri Blitzen la Teri.
Nu a mai postat niciun videoclip pe YouTube din 2017, dar a rămas activă pe Instagram. A fondat proiectul GirlsToGirls, care sprijină femeile și fetele în emancipare. Împreună cu proiectul, a fost creat un podcast cu același nume. În 2018 și 2019, ea a contribuit la filiala cehoslovacă a revistei VOGUE. Începând cu 2019, ea studiază psihologia.
Din 2017 până în 2021, ea a întreținut o relație cu DJ Jakub Strach, care poartă numele NobodyListen.